# Charron (Charente-Maritime)
Charron település Franciaországban, Charente-Maritime megyében. Lakosainak száma 2014 fő (2022. január 1.). Charron Andilly, Esnandes, Marans, Villedoux, Puyravault és Sainte-Radégonde-des-Noyers községekkel határos.

## Népesség
A település népességének változása:
| Lakosok száma | 1337 | 1538 | 1512 | 2140 | 1924 | 1980 | 1989 | 2001 | 2007 | 2014 |
|               | 1968 | 1982 | 1990 | 2006 | 2013 | 2015 | 2017 | 2019 | 2020 | 2022 |